# Vandoren
Vandoren è una società francese specializzata nella produzione di ance, imboccature e accessori di vario tipo per strumenti a fiato, di cui è una dei leader di settore.
La sede amministrativa e gli studi di prova per i musicisti sono a Parigi, mentre la produzione si trova a Bormes-les-Mimosas.
Fondata nel 1905, la direzione dell'azienda è sempre rimasta in mano alla famiglia Van Doren. Bernard Van Doren è l'attuale direttore generale.

## Storia
La fondazione dell'azienda risale al 1905 ad opera del clarinettista francese Eugène Van Doren (1873–1940), ex suonatore dell'Opéra national de Paris che produceva e vendeva ance per amici e conoscenti. All'epoca infatti i musicisti realizzavano da soli le proprie ance e la qualità del prodotto era molto artigianale. Eugène è stato uno dei primi ad automatizzare la produzione, creando una macchina movimentata a pedivella. Inizialmente il lavoro veniva svolto nel proprio appartamento di Parigi, per poi aprire un primo laboratorio nel quartiere di Montmartre in Rue Lepic.
Il figlio di Eugène, Robert Van Doren (1904–1996) ha studiato a sua volta clarinetto, presso il Conservatorio di Parigi. Per divenire un professionista, nel 1928 inizia un tour di concerti attraverso gli Stati Uniti d'America. Qui ha ottenuto un buon successo divenendo il primo clarinetto solista del Radio City Music Hall di New York e pubblicizzando le ance del padre grazie soprattutto al buon suono prodotto. Nel 1935, Robert ha ereditato l'azienda, ampliandola grazie all'acquisto di un ulteriore impianto di produzione in Rue Lepic 56, che è tuttora la casa ancestrale della Vandoren. È il padre del bocchino 5RV.
Il figlio di Robert, Bernard van Doren, è entrato nell'azienda di famiglia nel 1967. Sotto la sua cooperazione l'azienda ha sviluppato la serie di bocchini B45, riducendo la tolleranza di fabbricazione delle ance a meno di 0,01 mm e aumentando significativamente la produzione. Nel 1990 ha assunto la gestione di Vandoren.
Sempre negli anni '90, le officine sono state trasferite a Bormes-les-Mimosas. Nella sede principale di Parigi, oltre agli uffici amministrativi e commerciali, sono ora presenti le sale prove per i strumentisti e il negozio di spartiti, libri del settore e dei prodotti dell'azienda.
Bernard Van Doren è tuttora l'attuale direttore generale, mentre suo figlio Robert affianca il padre in azienda dal 2014.

## Prodotti
Vandoren produce soprattutto ance, bocchini e legature per sassofono e clarinetto, per l'intera gamma di estensione, sia per la musica classica che per il jazz. Produce anche ance per la famiglia dei strumenti a doppia ancia.
Oltre a questo realizza per gli strumenti sopra citati anche accessori di vario tipo come astucci, custodie, tracolle, accessori per la manutenzione e la pulizia quotidiana dello strumento.
Sin dalla fondazione, tutte le imboccature e le ance sono prodotti esclusivamente in Francia.